# Stefan Hirsig
Stefan Hirsig (* 1966 in Berlin) ist ein deutscher Maler.

## Leben
Geboren wurde Stefan Hirsig 1966 in West-Berlin als Sohn des Künstlers Horst Hirsig und einer Innenarchitektin. 1988 begann er sein Studium der Malerei an der Hochschule der Künste Berlin bei Bernd Koberling und schloss es 1993 ab. Er lebt und arbeitet in Berlin.

## Ausstellungen (Auswahl)
- 2014: "I Live in an Orange", Primae Noctis Gallery, Lugano, CH
- 2011: Primomarellagallery, Milan, IT
- 2011: „Ring“, Galerie Wendt + Friedmann, Berlin, DE
- 2010: „Alptraum“ (Gruppenshow), The Transformer, Washington D.C., USA
- 2009: „Self-Portraits“ (Gruppenshow), Circleculture Gallery, Berlin, DE
- 2008: Galerie Klosterfelde, Berlin, DE
- 2007: Spencer Brownstone Gallery, New York, USA
- 2007: „There is Water at the Bottom of the Ocean“, Lightbox, Los Angeles, USA
- 2006: „Thank You For The Music“ (Gruppenshow), Galerie Sprüth Magers, London, UK
- 2003: "New Abstract Painting", Museum Morsbroich, Leverkusen, DE